# Jecheskiel Kotik
Jecheskiel (Ezechiel) Kotik (ur. 1847, zm.1921) – żydowski pisarz tworzący w jidysz, aktywista społeczny, właściciel kawiarni w Warszawie. Znany głównie dzięki swoim pamiętnikom „Moje wspomnienia” (jid. Majne zichrojnes) wydanym w dwóch tomach.

## Życiorys
Urodził się w Kamieńcu Litewskim kilkadziesiąt kilometrów od Brześcia nad Bugiem (dzisiejsza Białoruś) w chasydzkiej rodzinie. Po latach, tak jak jego ojciec odrzucił tradycje misnagdów, Kotik zbuntował się przeciwko chasydom, a jego żona, którą poślubił w 1865 roku, poszła w jego ślady. Jak sam pisze o niej w swoich pamiętnikach „ochłonęła z chasydyzmu”, kiedy pojęła, że to na jej barkach miałaby spocząć odpowiedzialność za prowadzenie domu.
Po ślubie do roku 1881 starał się zapewnić byt rodzinie podróżując i podejmując różne prace, między innymi jako nauczyciel w chederze. W 1877 postanowił przenieść się do Kijowa, jednak i tam nie dopisywało mu szczęście. Właśnie w Kijowie był świadkiem pogromów w kwietniu 1881, czego skutkiem była decyzja o tym, aby osiąść w Warszawie, gdzie został już do śmierci. Tam, na ówczesnej ulicy Nalewki, otworzył kawiarnię, która stała się miejscem spotkań miejscowej społeczności żydowskiej – inteligencji, pisarzy, imigrantów czy działaczy społecznych. Pomagał im spisując rozporządzenia w hebrajskim i jidysz.
W teraźniejszej stolicy Polski, za namową syna, w 1912 roku zaczął pisać swoje pamiętniki wydane w dwóch tomach w latach 1913–1914, a następnie w Berlinie w 1922. „Moje wspomnienia”, zwłaszcza pierwszy tom, zostały ciepło przyjęte przez krytyków i czytelników. Są wartościowym źródłem wiedzy na temat kontaktów Żydów z polską szlachtą czy wewnętrznych konfliktów w społeczności żydowskiej. Stały się również pierwowzorem dla innych autobiografii. Uznawane są za pierwszą tego rodzaju literaturę jidyszową. O twórczości Kotika pozytywnie wyrażał się między innymi Szolem Alejchem.

## „Moje wspomnienia” (Majne zichrojnes)[5][6]
Pamiętniki Jecheskiela Kotika mówią nie tylko o kilku pokoleniach jego rodu, ale również dostarczają opisów społeczności żydowskiej w Strefie Osiedlenia około roku 1860. Jest to w większej mierze zbiór opowieści niż chronologicznie ułożony zapis wydarzeń. Porusza tematy życia codziennego w sztetlu, np. sprawy religijne, które miały dla niego spore znaczenie ze względu na konflikt pomiędzy nim a jego ojcem chasydem, kontakty Żydów z przedstawicielami polskiej szlachty czy tradycyjną edukację w chederach. Przedstawia również powstanie styczniowe. Z pamiętników wyłania się obraz społeczności, w której za normę uznawano korupcję, oszustwa podatkowe, wykorzystywanie swojej władzy. Burzy to obraz sztetlu budowany przez niektórych.
Choć Kotikowi zarzucić można niezgodność pewnych opisów z faktami historycznymi, nie odmawia mu się ich plastyczności, dzięki której jego pamiętniki zostały tak ciepło przyjęte. Za redakcję tekstu odpowiedzialny był Dowid Kassel.
Kotik zaczął pisać trzecią część swoich wspomnień, jednak pozostała ona nieukończona. W roku 1919 do druku trafiło 65 stron, niestety rękopisy i matryca zaginęły.